# Флаг Владимирской области
Флаг Влади́мирской области — официальный символ Владимирской области Российской Федерации.
Флаг утверждён 11 мая 1999 года законом Владимирской области № 22−ОЗ. Законом Владимирской области от 10 мая 2017 года № 45−ОЗ было изменено соотношение сторон флага с 1:2 на 2:3. Данное изменение вступило в силу 1 июля 2017 года.

## Описание
«Флаг Владимирской области представляет собой красное прямоугольное полотнище со светло-синей полосой у древка во всю ширину флага, которая составляет одну восьмую длины флага. В середине верхней части синей полосы изображены золотые серп и молот. В середине красного полотна золотое изображение герба Владимирской области. Ширина изображения герба Владимирской области должна составлять одну третью часть длины полотнища. Соотношение сторон флага — 2:3».
В основу флага положен флаг РСФСР. Уникальным явлением на флаге является сочетание советской и монархической символики — серпа и молота и малой императорской короны. 